# Cylisticus montanus
Cylisticus montanus là một loài chân đều trong họ Cylisticidae. Loài này được miêu tả khoa học năm 1980 bởi Vandel.